# بلدة موراي (مقاطعة غرين)
موراي بلدة هي بلدة مدنية غير نشطة في مقاطعة غرين التابعة لولاية ميزوري في الولايات المتحدة الأمريكية.
سميت البلدة باسم أسرة محلية هي أسرة موراي.